# Koelreuteria paniculata
Koelreuteria paniculata là một loài thực vật có hoa trong họ Bồ hòn. Loài này được Laxm. mô tả khoa học đầu tiên năm 1772.

## Hình ảnh

Koelreuteria paniculata
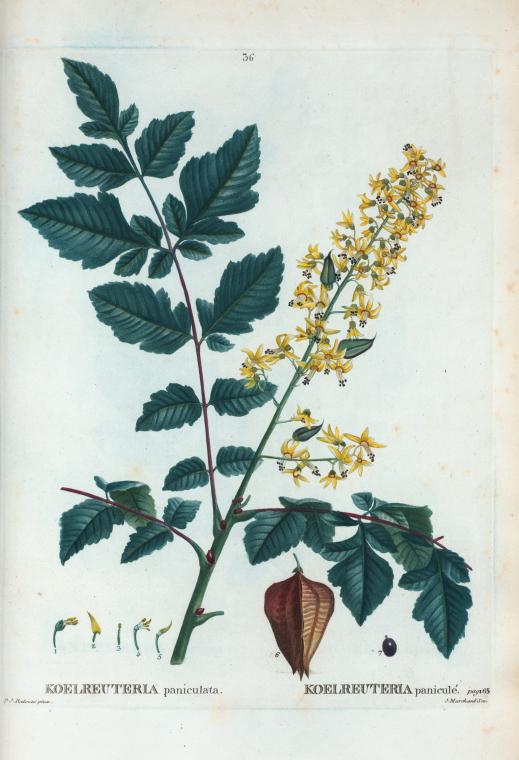
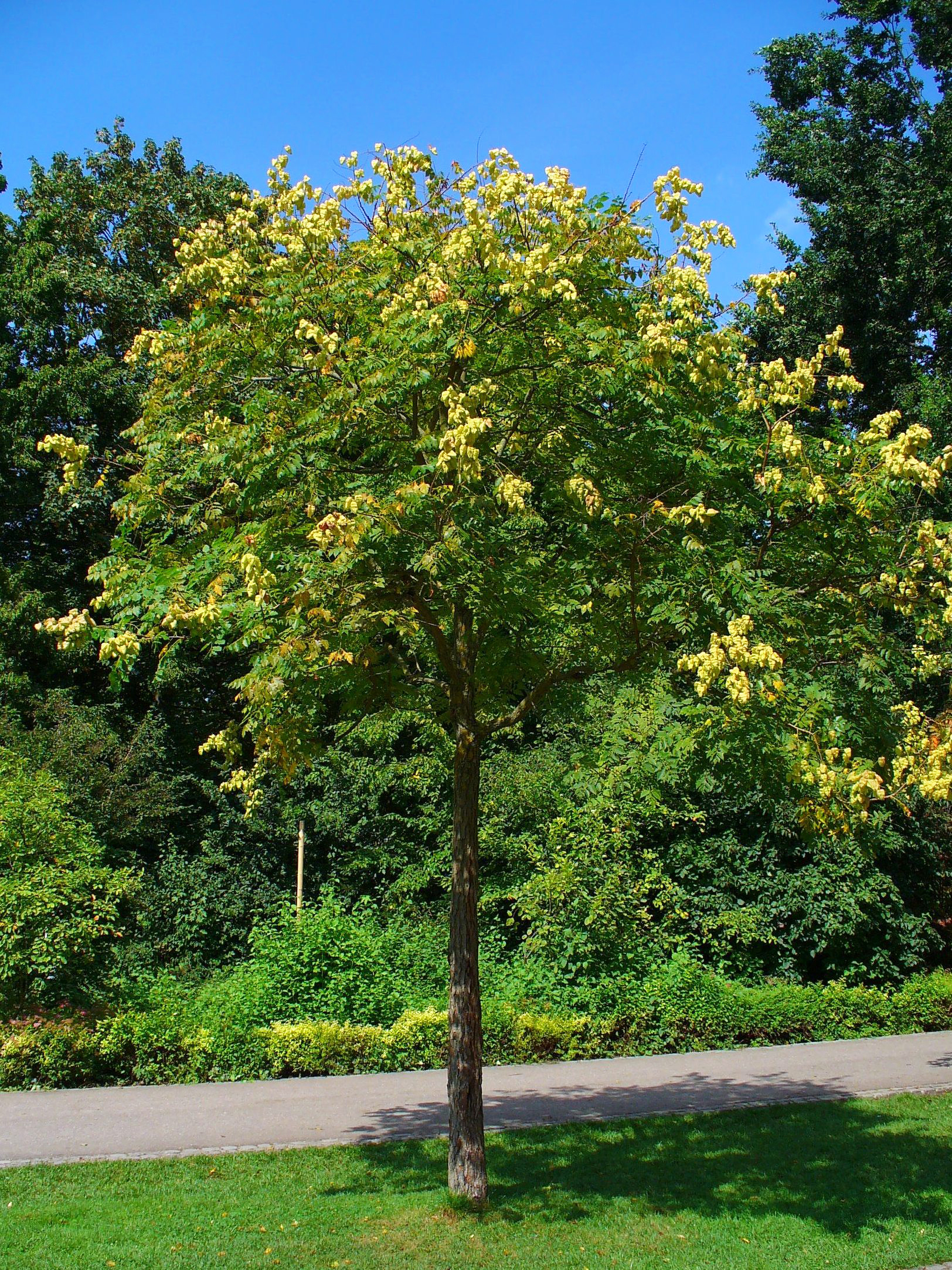
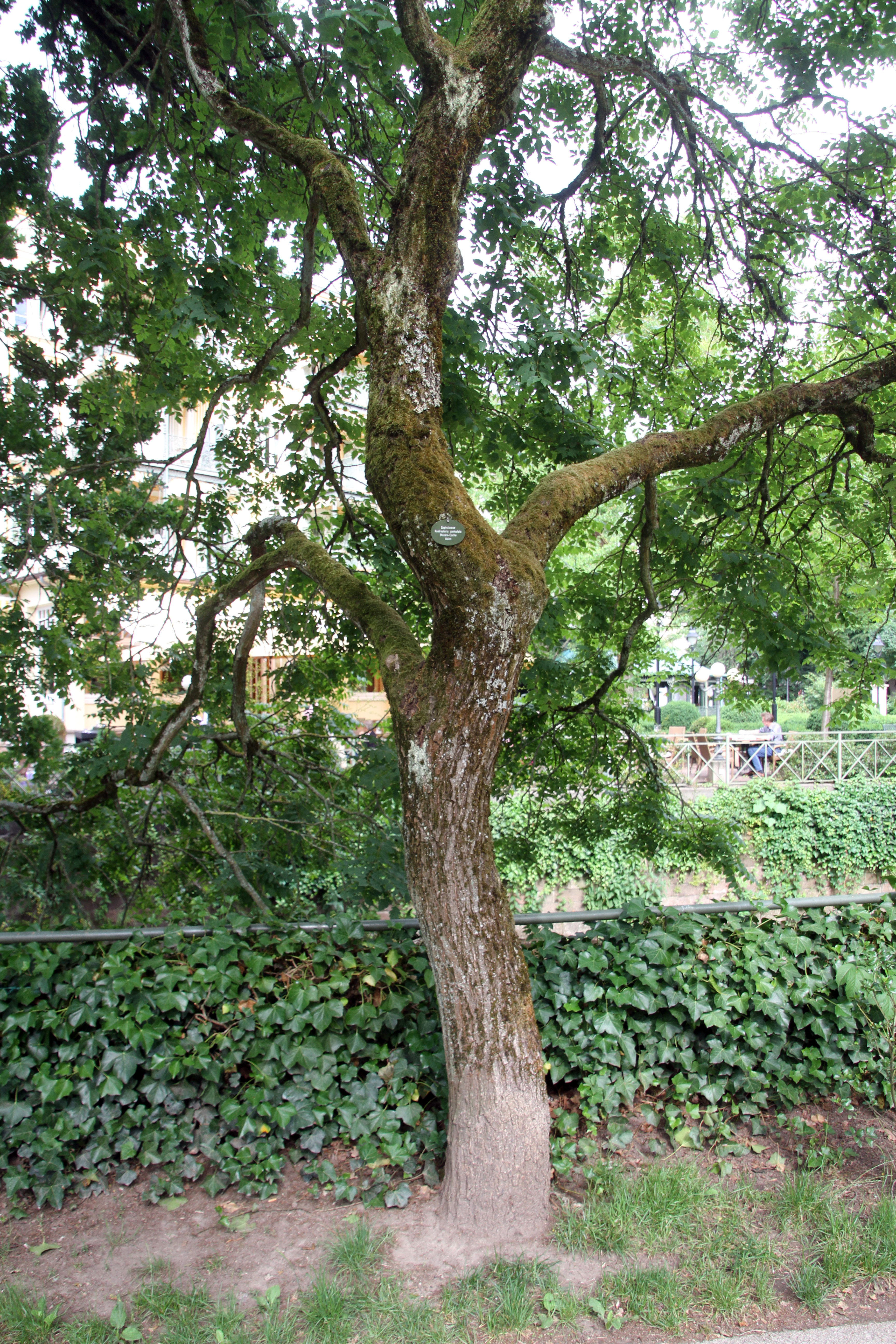
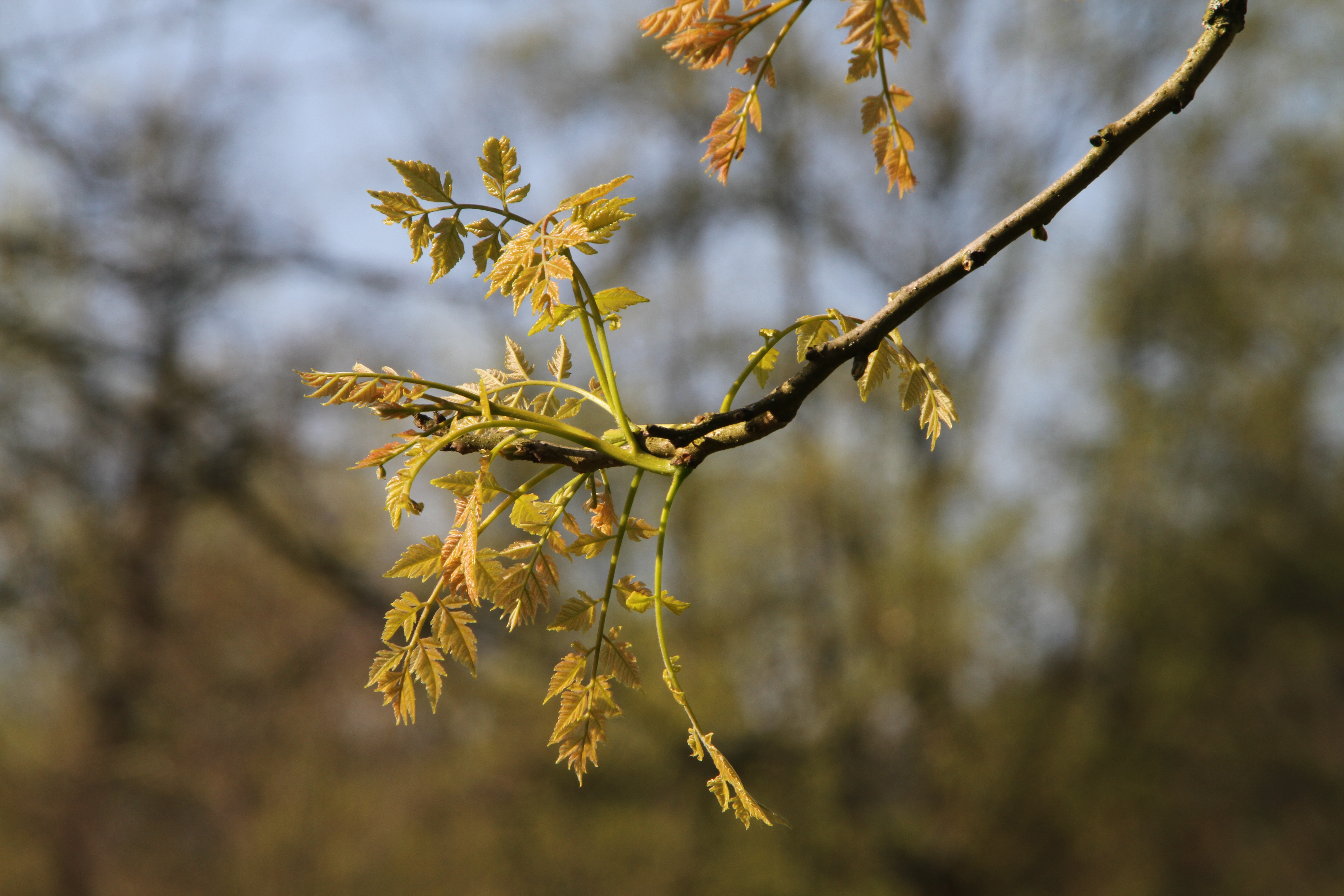
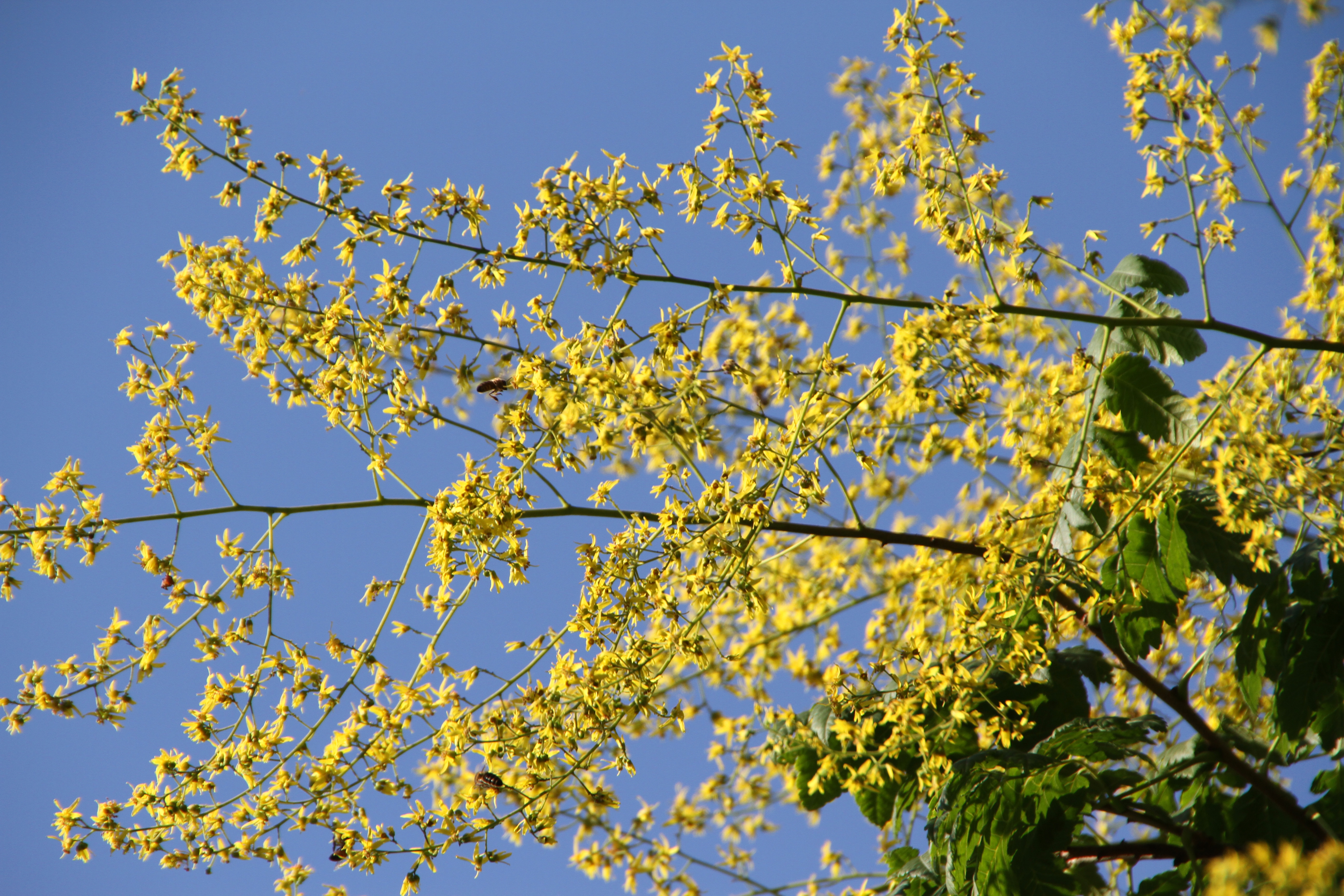
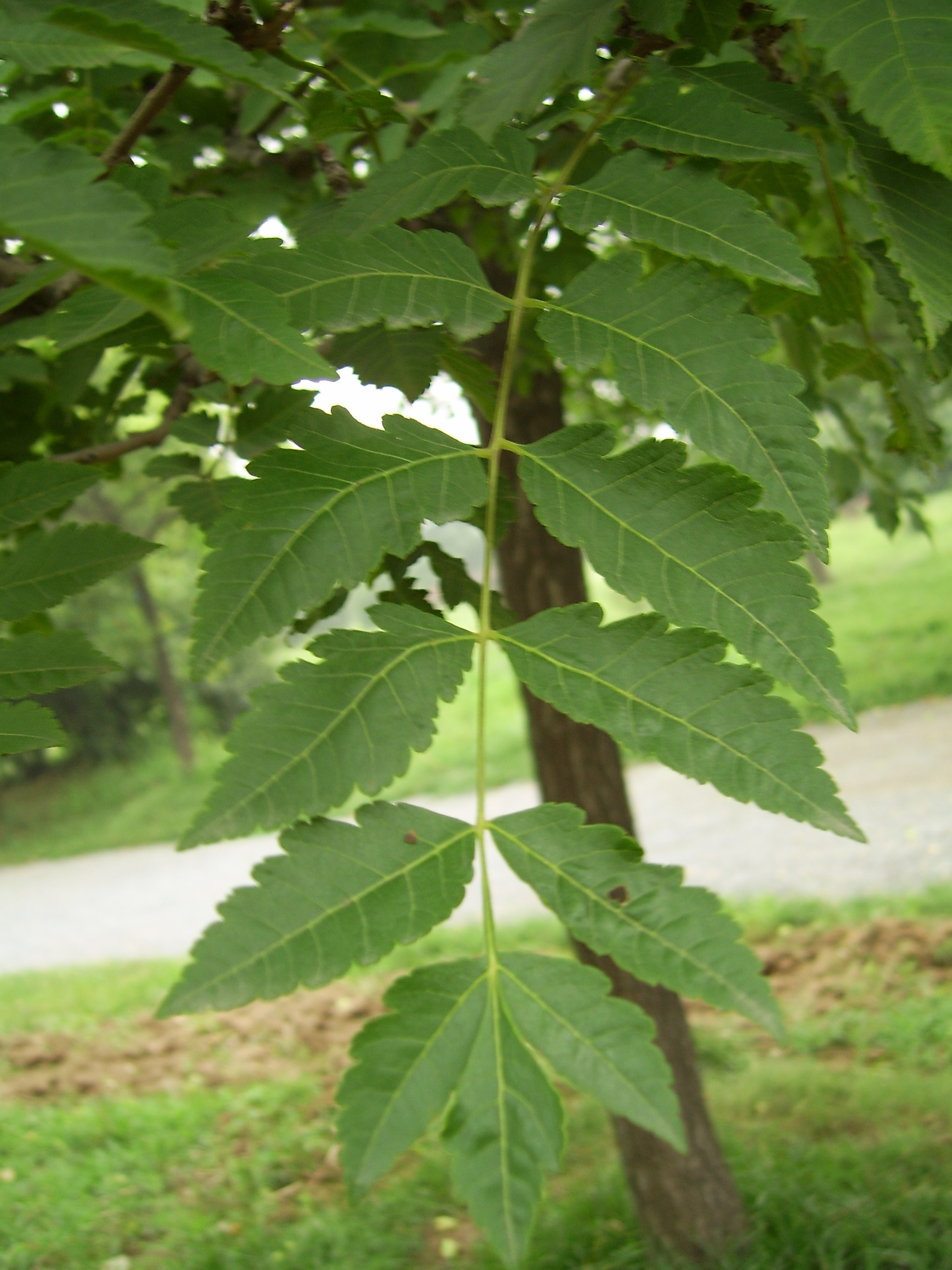
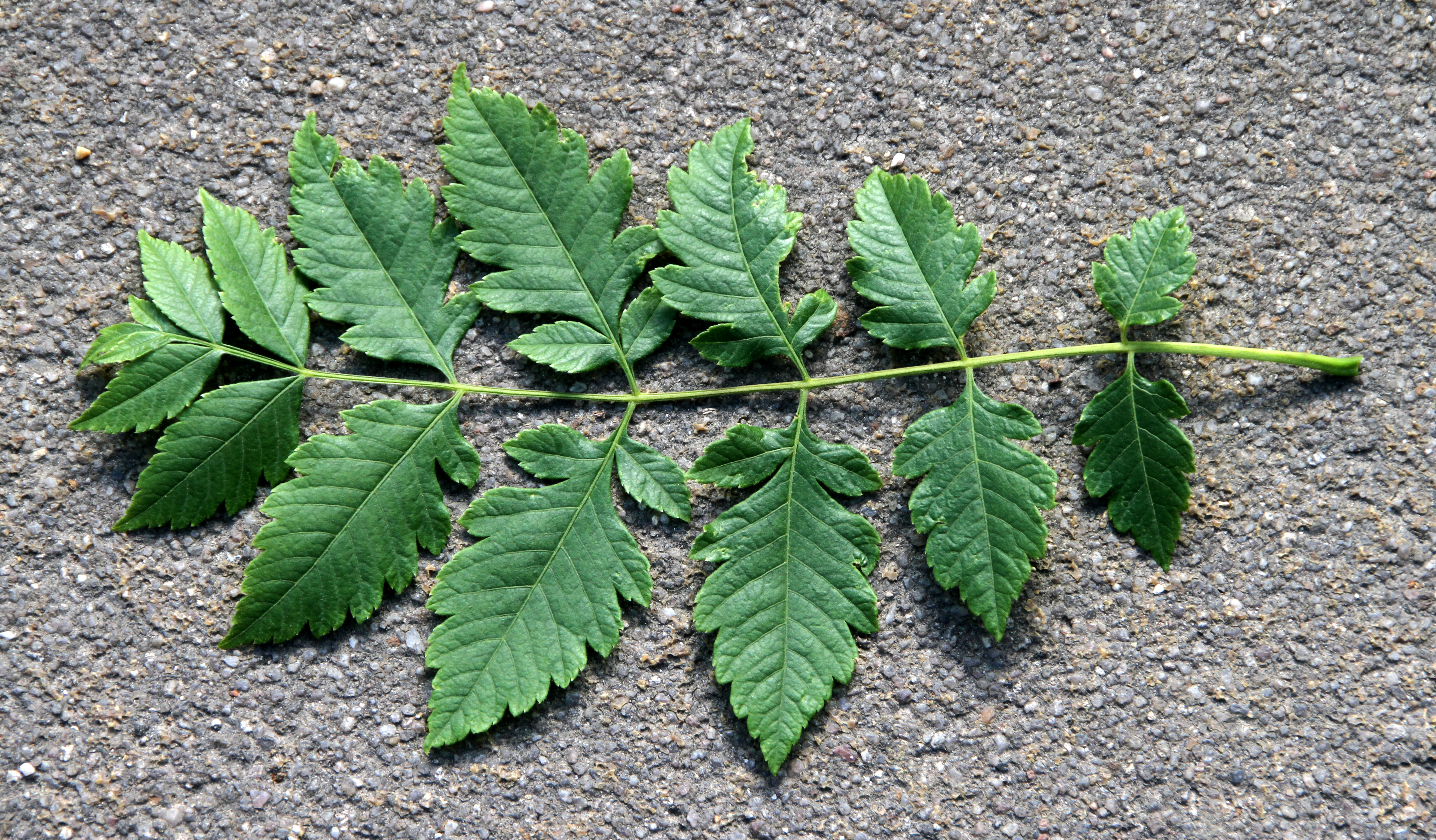
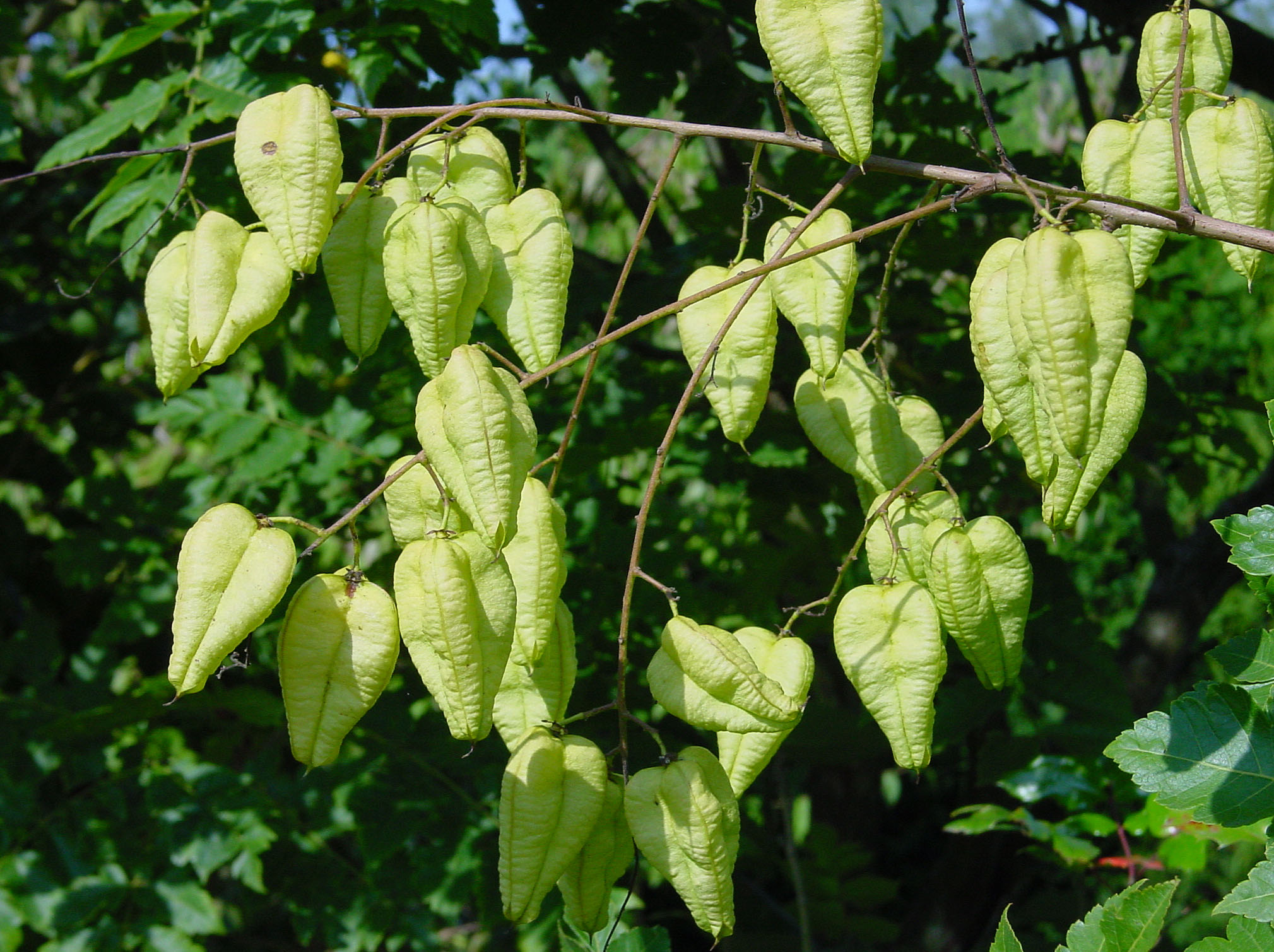
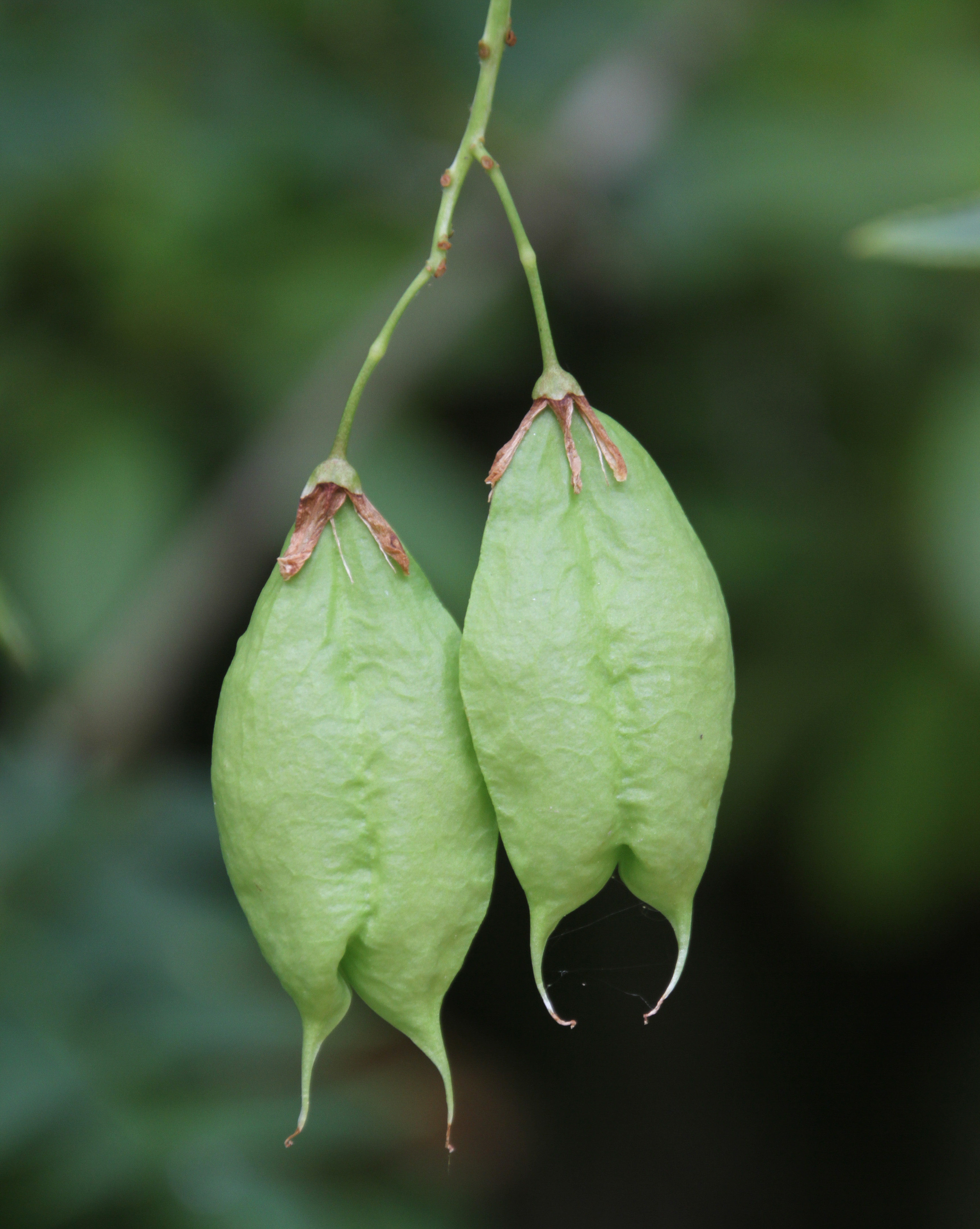
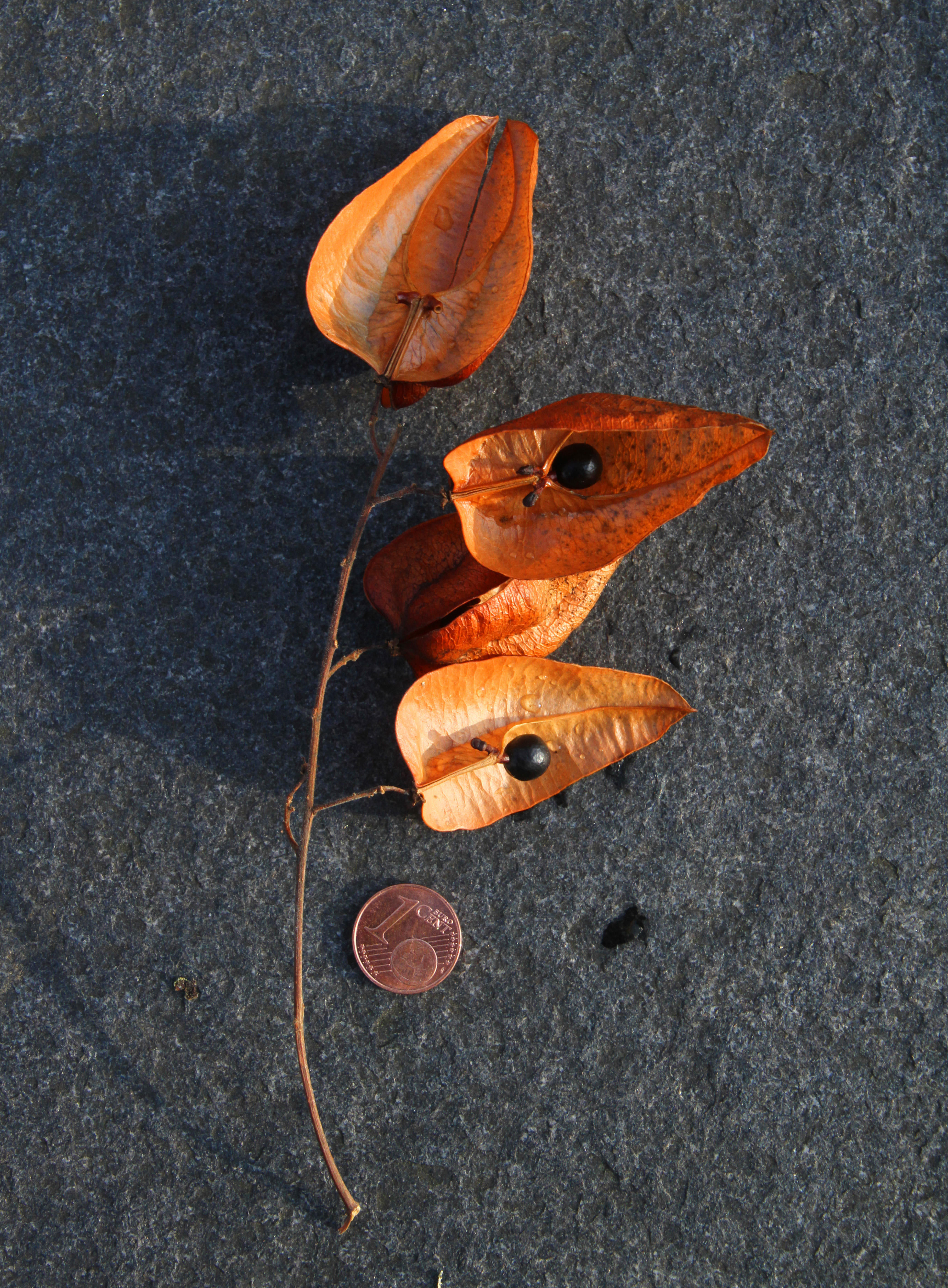
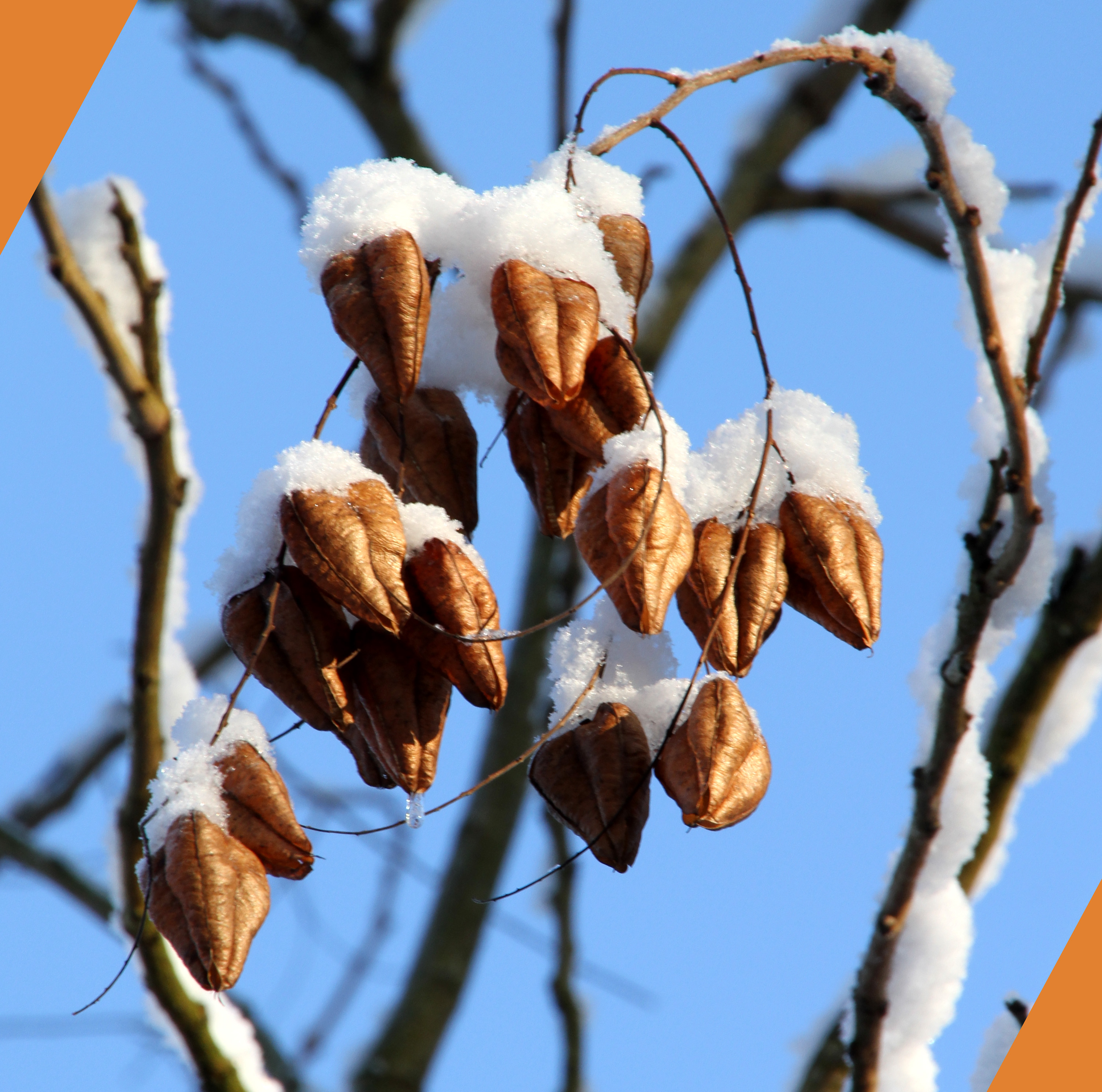